# Champagne-en-Valromey
Champagne-en-Valromey là một xã ở tỉnh Ain, vùng Auvergne-Rhône-Alpes thuộc miền đông nước Pháp.